# Île aux Cygnes

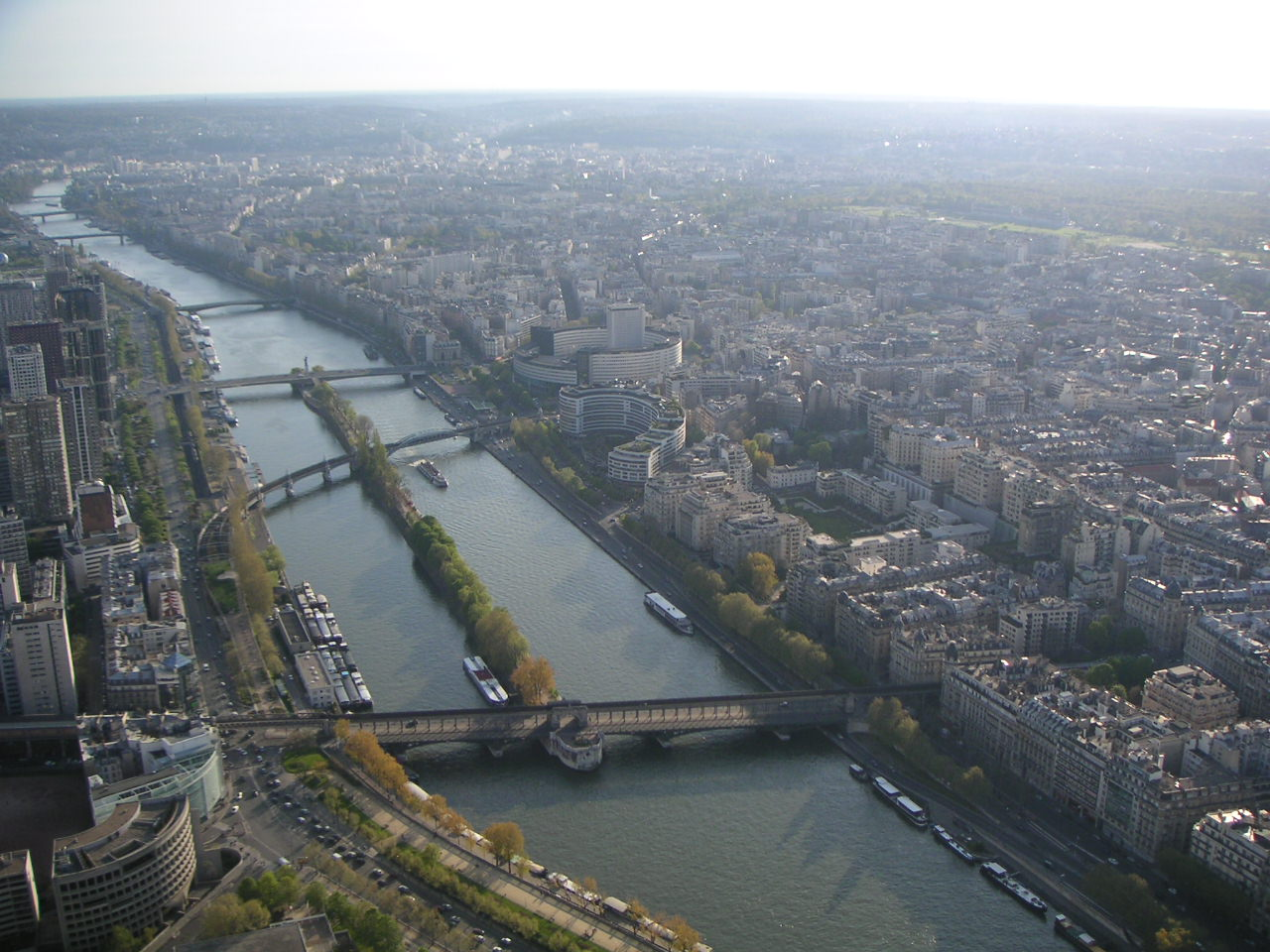
Île aux Cygnes nhìn từ tháp Eiffel

Île aux Cygnes là một hòn đảo nhân tạo trên sông Seine, thuộc thành phố Paris. Tên của đảo thường được dịch sang tiếng Việt là Đảo Thiên Nga. Trong tiếng Pháp, hòn đảo này còn được viết là Île aux Cygnes hay cũ hơn có tên Digue de Grenelle, có nghĩa Đê Grenelle.
Là hòn đảo nhân tạo, Île aux Cygnes dài 890 mét nhưng bề ngang chỉ 11 mét. Nằm giữa Quận 15 và Quận 16 của Paris, nhưng về mặt hành chính, Île aux Cygnes thuộc về Quận 15. Vị trí của Île aux Cygnes đối diện với tòa nhà Maison de Radio France ở bờ phải và cách tháp Eiffel không xa. Mũi phía Tây của đảo còn là nơi đặt bức tượng Nữ thần Tự Do.
| Métro Paris | Bến tàu điện ngầm: Bir-Hakeim |

## Lịch sử

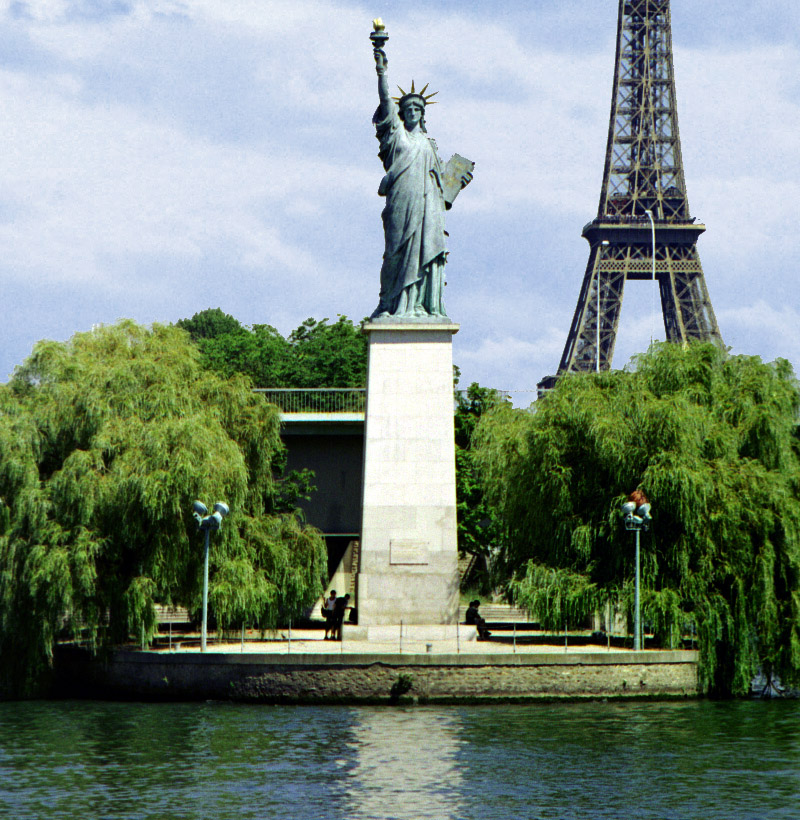
Tượng nữ thần Tự Do

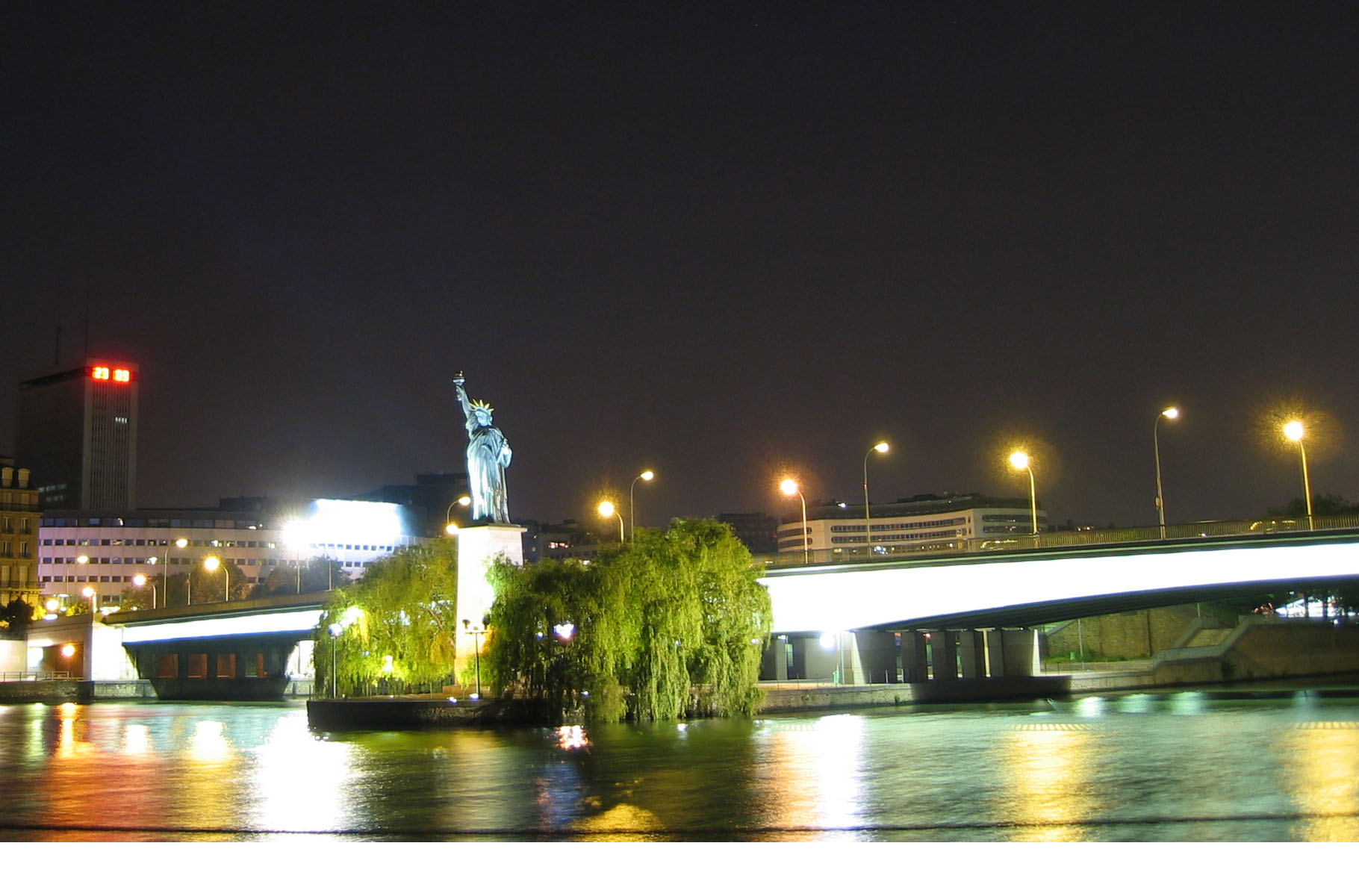
Cầu Grenelle

Được tạo ra từ năm 1827, ban đầu nơi đây chỉ là một con đê, bộ phận của cảng Grenelle. Île aux Cygnes nằm trong dự án cải tạo đô thị từ 1824 tới 1829 của các chủ thầu và hội đồng thành phố. Cũng trong dự án này còn có khu phố Grenelle và Beaugrenelle.
Từ năm 1878, một con đường đi dạo được vạch ra trên đảo, mang tên lối Thiên Nga, do chính quyền thành phố thực hiện. Với bề ngang 11 mét, cả hai bên đều được trồng cây xanh.
Trước đây ở Paris cũng có một hòn đảo khác mang tên Île aux Cygnes nằm ở phía tây bắc Quận 7, nhưng vào cuối thế kỷ 18, nó đã nhập vào bên tả ngạn.

## Tượng Nữ thần Tự Do
Vào ngày 15 tháng 11 năm 1889, một bản sao bức tượng Nữ thần Tự Do ở New York được đặt trên đảo. Cả bản gốc và bản sao đều là tác phẩm của nhà điêu khắc Frédéric Auguste Bartholdi. Bức tượng nữ thần Tự Do là quà tặng của nước Pháp cho người Mỹ vào năm 1889, nhân dịp kỷ niệm 100 năm Cách mạng Pháp. Còn bản sao trên đảo Île aux Cygnes được hoàn thành sau đó ba năm. Nhà điêu khắc Frédéric Auguste Bartholdi còn là tác giả bức tượng Con sư tử thành Belfort và bản sao đặt tại quảng trường Denfert-Rochereau ở Quận 14.
Ban đầu bức tượng Nữ thần Tự Do được mặt quay về hướng tháp Eiffel, lưng quay về hướng nước Mỹ. Tới Triển lãm thế giới năm 1937, bức tượng được quay ngược lại, mặt hướng về phía Tây, lưng quay về phía trung tâm thành phố. Trong triển lãm này, đảo Île aux Cygnes là nơi đón tiếp Trung tâm thuộc địa.
Cao 11,50 mét, bản sao này nhỏ hơn nhiều so với bức tượng ở New York, 46,50 mét. Trong cuốn sách trên tay trái của tượng có ghi: « IV tháng 7 năm 1776 = XIV tháng 7 năm 1789 », ngày của hai cuộc Cách mạng Pháp và Hoa Kỳ.
Ở mũi phía Đông của đảo còn một tác phẩm điêu khắc khác mang tên La France renaissante.

## Cầu
Có ba cây cầu nối hoặc bắc trên đảo Île aux Cygnes. 
- Cầu Grenelle chạy qua mũi phía Tây của đảo. Đây là cây cầu cho ô tô, cắt ngang đảo ở gần bức tượng Nữ thần Tự Do.
- Cầu Rouelle chạy qua đoạn trung tâm của đảo, dành cho đường RER C, được xây từ năm 1900 cho Triển lãm thế giới.
- Cầu Bir-Hakeim chạy qua cực Đông của đảo. Gồm hai tầng, cầu Bir-Hakeim dành cho cả ô tô và tuyến tàu điện ngầm số 6.